# 1:a divisionen (kejserliga japanska armén)
1:a divisionen (japanska: 第1師団, Dai-ichi shidan) var en japansk infanteridivision i kejserliga japanska armén, som existerade mellan 1888 och 1945. Divisionen var den äldsta av sitt slag i den japanska krigsmakten och deltog i samtliga av landets krig 1894–1945. Förbandet upplöstes efter andra världskrigets slut. Dess anropssignal var Jade Division (玉兵団, Gyoku-heidan).

## Historia
Divisionen härstammade från ett infanteriförband som uppsattes i Tokyo i januari 1871, med uppgift att fungera som huvudstadens garnison (東京鎮台, Tōkyō chindai). Detta regemente var ett av de sex regionala kommandoförbanden i den nygrundade japanska armén. Tokyos garnison ansvarade då för försvaret av den östra delen av ön Honshū. På inrådan av den preussiske militärrådgivaren Jakob Meckel, omorganiserades kommandotrupperna till divisioner den 14 maj 1888. Förbandet deltog sedan i både första kinesisk-japanska kriget (1894–1995) och rysk-japanska kriget (1904–1905). Efter krigsslutet återvände divisionen till Tokyo tills ett fast högkvarter sattes upp i Minami-Aoyama den 15 juni 1918. 
Den 28 februari 1936 deltog officerare ur divisionen i en misslyckad statskupp. Under sovjet-japanska gränskriget grupperades förbandet i Manchuriet och deltog i det japanska nederlaget vid Chalchin-Gol. Trots detta lyckades divisionen driva tillbaka de sovjetiska trupperna från japansk territorium i slutet av juni 1937. År 1944 omdirigerades den till Filippinerna för att delta i Stillahavskriget mot USA. Divisionen kom där att bilda kärnan i Tomoyuki Yamashitas 14:e armé. Den 1 november 1944 landsteg förbandet på ön Leytes västkust, med order att rycka fram till motorvägen Carigara och säkra öns norra delar. 
Området hade emellertid redan erövrats av allierade trupper och amerikanskt bombflyg orsakade stor skada på de japanska försörjningslinjerna. Japanerna lyckades dock upprätta försvarsställningar på höjderna kring vägen och slog tillbaka ett antal allierade anfall. Efter nederlaget vid i slaget vid Leytebukten återvände den stark decimerade divisionen till Cebu i januari 1945. Då återstod endast 800 man av en ursprunglig styrka på 11 000 soldater. Resterna kom sedan att delta i försvaret av Cebu City. Divisionen upplöstes sedan efter krigsslutet.

## Organisation

### 1888
- 1:a infanteribrigaden
  - 1:a infanteriregementet (Tokyo)
  - 15:e infanteriregementet (Takasaki)
- 2:a infanteribrigaden
  - 2:a infanteriregementet (Sakura)
  - 3:e infanteriregementet (Tokyo)
- 1:a kavalleribataljonen (Tokyo)
- 1:a fältartilleribataljonen (Tokyo)
- 1:a ingenjörsbataljonen (Tokyo)
- 1:a transportbataljonen (Tokyo)

### 1937
- 1:a infanteribrigaden
  - 1:a infanteriregementet (Tokyo)
  - 49:e infanteriregementet (Kofu)
- 1:a infanteribrigaden
  - 3:e infanteriregementet (Tokyo)
  - 57:e infanteriregementet (Sakura)
- 2:a kavalleribrigaden (Narashino)
  - 1:a kavalleriregementet (Tokyo)
  - 15:e kavalleriregementet (Narashino)
  - 16:e kavalleriregementet (Narashino)
- 3:e tunga artilleribrigaden 
  - 1:a tunga artilleriregementet (Kokufudai)
  - 7:e tunga artilleriregementet (Kokufudai)
  - 1:a fältartilleriregementet (Tokyo)
- Yokosukas tunga artilleriregemente
- 2:a luftvärnsregementet (Kokufudai)
- 2:a stridsvagnsregementet (Narashino)
- 1:a ingenjörregementet (Tokyo)
- 1:a Transportregementet  (Tokyo)

### 1945
- 1:a infanteriregementet (Azabu)
- 49:e infanteriregementet (Kofu)
- 57:e infanterriregementet (Sakura)
- 1:a fältartilleriregementet (Tokyo)
- 1:a spaningsregementet
- 1:a ingenjörregementet (Tokyo)
- 1:a transportregementet (Tokyo)
- 1:a signalkompaniet
- 1:a ordonnanskompaniet